# Timur Iwanow
Timur Wadimowicz Iwanow (ros. Тимур Вадимович Иванов; ur. 15 sierpnia 1975 w Moskwie) – wiceminister obrony Federacji Rosyjskiej w latach 2016–2024. Pełniąc tę funkcję, był odpowiedzialny za zamówienia towarów wojskowych i za budowę obiektów wojskowych.
Decyzją z dnia 6 października 2022 Rada Unii Europejskiej nałożyła na Iwanowa sankcje za wspieranie działań podważających integralność terytorialną, suwerenność i niezależność Ukrainy.